# 1-dekanol
1-dekanol je nerazvejan in nasičen alifatski alkohol s kemijsko formulo C10H21OH. Je brezbarva, težko hlapna, oljnata tekočina z aromatičnim vonjem. Sposobnost mešanja z vodo je zelo malenkostna. V visokih koncentracijah hlapi učinkujejo zelo omamljajoče. Predvsem dražijo oči in dihalne organe.
Je vnetljiva tekočina s plameniščem 82˚C in vžigno temperaturo 285˚C. Pri segrevanju tekočine se tvorijo eksplozijske zmesi, ki so lažje od zraka. Nevarnost vžiga zaradi vročih površin, isker in odprtega plamena.
Izodekanol topi maščobe, gumo, smolo, voske itd. Učinkuje kot redukcijsko sredstvo. 